# 하우스홀더 행렬
하우스홀더 행렬(Householder Matrix)은 다음과 같다.
{\displaystyle Q=I-2{{vv^{H}} \over {1}}}
{\displaystyle I}는 단위 행렬
{\displaystyle v^{H}}는 에르미트 행렬
{\displaystyle Q=I-2{{vv^{T}} \over {v^{T}v}}}
{\displaystyle I}는 단위 행렬
{\displaystyle v^{T}}는 전치 행렬
하우스홀더 변환의 대각행렬에서 하우스홀더 행렬
{\displaystyle Q_{k}=I-2v^{(k)}(v^{(k)})^{T}}에서
{\displaystyle Q=I-{2{vv^{T}}}}
{\displaystyle Q=I-2{{vv^{T}} \over {1}}}
{\displaystyle {k}}는 반복횟수
하우스홀더 행렬은 하우스홀더 변환에서 하우스홀더 리플렉터를 구성한다.

## 같이 보기
- 에르미트 행렬
- 직교 행렬
- QR 분해

## 참고
- http://mathworld.wolfram.com/HouseholderMatrix.html